# Nyelőcső
A nyelőcsövön keresztül jut el - a nyelőcső izmainak aktív közreműködésével - a lenyelt falat a garat alsó részéből a gyomorba. 

Emésztőrendszer, a nyelőcsövet 1-es szám jelöli.

A nyelőcső (oesophagus) a mellkasban elhelyezkedő, izmos falú, nyálkahártyával bélelt, nagyjából egyenes lefutású, kb. 2 cm átmérőjű csőszerű szerv, mely a garatot köti össze a gyomorral. 
Nyaki része rövid, közvetlenül a gerinc és a légcső között található, míg hosszabb szakasza a mellüregben, ahol a tüdőgyökér mögött, a rekeszt átfúrva a gyomorszájnál megy át a gyomorba.
A nyelőcsőben nincs emésztés, működése kizárólag a táplálék gyomorba jutását szolgálja, amelyet izmos falának perisztaltikus (hullámzó) mozgásával, valamint a nyálkahártya alatt elhelyezkedő nyálkát termelő mirigyekkel végez. A nyelés aktív folyamat, mert a falatot a garat-, és a nyelőcsőizomzat összehúzódása és tágulása továbbítja, a torok határától autonóm módon, akaratunktól függetlenül.

## Nyelőcsőgyulladás
Különösen akkor keletkezik, ha valamilyen mechanikus hatásra nagyobb idegentestek miatt (Pl.: játékdarabok, nagyobb csontok, érmék, gombok, nagy szálkák, protézis részek, stb.; ezek gyakran a nyelvgyök nyelőcső bemenetben (sinus piriformisban) ill. az algaratban akadnak meg.) a nyelőcső megsérül és a sérülésbe baktériumok jutnak.
Az ilyen gyulladások ráterjedhetnek a nyelőcső környezetére és a gátor (mediasztinum) gyulladását okozhatja. Súlyos szövődményei, mint pl. a szívburokgyulladás, vagy mellhártyagyulladás, amelyek halálos végűek is lehetnek.

## Nyelőcsőszűkület
A nyelőcsőszűkületet okozhat maró, mérgező anyag (sav, lúg) ivását követő gyulladások utáni hegesedés, amelyek nagyságuktól függően okoznak panaszokat. Sok esetben lehet olyan nagyfokú és kiterjedt, hogy csupán pépes, vagy csak folyékony ételek lenyelésére van mód. Az ilyen szűkületeken végzett tágítások, a nyelési mozgások javulását eredményezhetik.
Néha veleszületetten is létrejöhetnek nyelőcsőszűkületek, de gyakoribb a teljes elzáródása, vagy a nyelőcső és a légcső közötti nyílás (légcső sipoly), melyen át az étel a légcsőbe jut, ez életképtelenséghez vezet. A tüdőbe került táplálék a tüdő gyulladását, üszkösödését okozhatja. Ezek egyes esetekben, ma már műtétileg megoldhatók.

## Nyelőcsőtágulat
Lehetnek részben veleszületettek, részben szerzettek, tüneteket, a tágulat nagyságától függően okozhatnak. Létrejöhet az egész nyelőcső tágulata (pl.: a gyomorszáj görcse miatt), vagy csak bizonyos részein alakul ki. A nyelőcsövön kívül, de annak közelében létrejött gyulladás következtében összenövések jöhetnek létre, melynek zsugorodása a nyelőcsövet magával húzza - kitágítja.
A nyelőcső tágulatai gyakran a nyelőcsőszűkülethez társulva jelennek meg, ilyenkor a szűkület felett pangó (hosszabb, rövidebb ideig időző), nagyobb mennyiségű, felgyűlt tápanyag okoz - a szűkület felett - tágulatot. Ezekben a tágulatokban az ételmaradékok panganak, bomlanak, felszaporodnak a baktériumok és a tágult rész gyulladását okozzák. Ilyen esetben is a szűkület megoldása az elsődleges feladat, melyet műtétileg szüntetnek meg.

## Nyelőcső daganatai
A nyelőcső daganatai rendszerint rosszindulatúak, szűkítik a nyelőcső üregét, ezzel nehezítik a nyelést és a beteg táplálkozása nem lesz kielégítő. A daganat előrehaladásával először a darabos ételek, majd a pépes, később a folyadékok lenyelése is lehetetlenné válik. Ilyenkor a gyomron készített nyíláson keresztül táplálják a beteget. A korai felismerés lehetővé teszi a nyelőcső műtéti eltávolítását, és pótlását is.